# Tess Posner
Tess Posner là một nhạc sĩ và doanh nhân xã hội người Mỹ được biết đến nhiều nhất với công việc ủng hộ trí tuệ nhân tạo và đạo đức, tập trung vào việc tăng cường công bằng và hòa nhập vào công nghệ.
Posner đã đứng đầu một số sáng kiến nhằm thúc đẩy sự đa dạng trong công nghệ trước khi làm giám đốc điều hành của tổ chức phi lợi nhuận AI4ALL, cô từ chức vào năm 2021 để tập trung cho sự nghiệp âm nhạc của mình. Công việc của cô đã được công nhận, bao gồm cả việc cô được chọn là một trong 100 Phụ nữ xuất sắc về đạo đức trí tuệ nhân tạo vào năm 2020.

## Đầu đời
Posner lớn lên ở Boston, Massachusetts. Ở trường trung học, cô đã đến El Salvador để xây dựng những ngôi nhà ở Tổ chức Hỗ trợ Gia cư Habitat sau một trận động đất. Posner có bằng Cử nhân về Triết học và Toán học tại Đại học Saint John's và bằng Thạc sĩ của Đại học Columbia về Quản trị Doanh nghiệp Xã hội.

## Sự nghiệp

### Doanh nhân
Khi mới bắt đầu sự nghiệp, Posner đã xây dựng và điều hành Trường học Samsa, một tổ chức phi lợi nhuận cung cấp cho những người có thu nhập thấp trên toàn thế giới các công cụ và giáo dục để tìm việc trong nền kinh tế kỹ thuật số. Sau đó, cô trở thành giám đốc điều hành của TechHire tại Opportunity@Work, một sáng kiến của Nhà Trắng nhằm tăng cường sự đa dạng trong ngành công nghệ. Năm 2016, Posner được chọn làm thành viên của Viện vì Tương lai.
Posner sau đó gia nhập tổ chức phi lợi nhuận AI4ALL với tư cách là giám đốc điều hành. AI4ALL cung cấp chương trình giáo dục và cố vấn về AI, đặc biệt hướng tới những tài năng chưa được đại diện trong lịch sử. Trong những năm giữ chức vụ giám đốc điều hành, AI4ALL đã chứng kiến hơn 15.000 thanh niên tham gia vào các chương trình cố vấn và giáo dục AI của tổ chức. Posner đã phát biểu tại SXSW, Lễ kỷ niệm Grace Hopper, Hội nghị Công nghệ GPU Nvidia, và các hội nghị khác về trí tuệ nhân tạo và tiếp cận công nghệ.
Cô là đồng tác giả trong cuốn sách năm 2018 của Vint Cerf và David Nordfors, The People Centered Economy: The New Ecosystem for Work.
Trong một tuyên bố trực tuyến được công bố vào tháng 10 năm 2021, Posner thông báo rằng sẽ rời khỏi vai trò giám đốc điều hành của AI4ALL để theo đuổi sự nghiệp âm nhạc của mình. Emily Reid tiếp quản vai trò vào đầu năm 2022 với tư cách là giám đốc điều hành tạm thời.

### Âm nhạc
Posner cũng là một nghệ sĩ nhạc pop. Cô đã phát hành EP đầu tiên vào năm 2018 và phát hành các đĩa đơn mới vào năm 2020.

## Giải thưởng
- 2019 – Giải thưởng VentureBeat Women in AI: Người chiến thắng về trách nhiệm và đạo đức[20]
- 2019 – Lọt vào vòng chung kết của Giải thưởng Alconics Awards AI của năm[21]
- 2020 – 100 phụ nữ trong Hội trường tôn vinh đạo đức trí tuệ nhân tạo[5]